# Joel Pohjanpalo
Joel Julius Ilmari Pohjanpalo, född 13 september 1994 i Helsingfors, är en finländsk fotbollsspelare som spelar för italienska Palermo. Pohjanpalo representerar även Finlands herrlandslag i fotboll.

## Karriär
Den 19 augusti 2022 värvades Pohjanpalo av italienska Venezia, där han skrev på ett treårskontrakt med option på ytterligare två år.